# Druhá bitva o Atlantik
Druhá bitva o Atlantik je nejdelší a jedna z nejdůležitějších kampaní druhé světové války. Trvala po celý konflikt a z hlediska vývoje války v Evropě ji lze považovat za jedno z rozhodujících střetnutí. Za její vrcholnou gradaci a rozhodující část se považuje období od půle roku 1940 do půle (resp. konce) roku 1943, kdy vyvrcholilo gigantické střetnutí německých ponorek se spojeneckými zásobovacími konvoji.

## Průběh

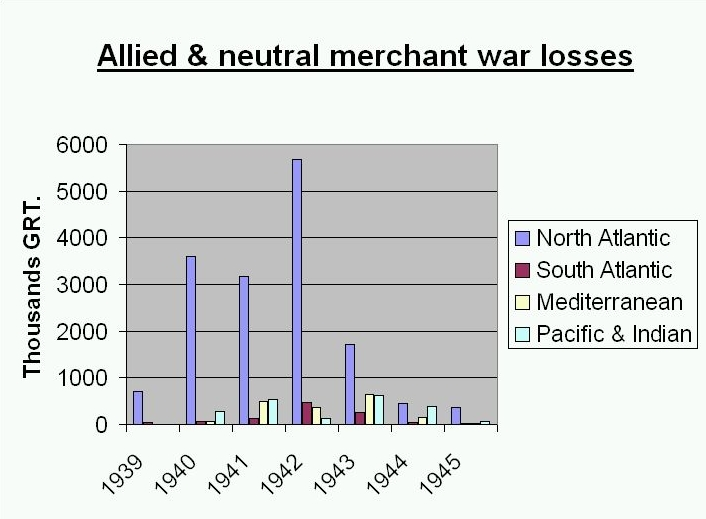
Rozložení ztrát spojeneckých a neutrálních obchodních lodí — hrubá lodní prostornost (v BRT), v jednotlivých letech (samostatně severní a jižní Atlantik, Středomoří, Tichý a Indický oceán)

Bitva o Atlantik začala 3. září 1939, kdy německá ponorka U-30 potopila britský parník SS Athenia. Postupně německé ponorky začaly operovat dále od Anglie, v severním Atlantiku a s podporou dálkových letounů Focke-Wulf Fw 200 Condor. Zlaté období německých ponorek začalo po vstupu USA do války v prosinci 1941, kdy potopily mnoho lodí u východního pobřeží Spojených států a v Karibském moři. Jedna ponorka dokonce ostřelovala ústí řeky Mississippi. Z této oblasti se německé ponorky stáhly zhruba v červnu 1942, ale poslední loď byla u New Yorku německou ponorkou potopena 8. května 1945.
Zhruba v dubnu a květnu 1943 došlo k definitivnímu obratu ve vývoji konfliktu, kdy masivní nasazení letounů B-24 Liberator a Short Sunderland, doprovodných letadlových lodí, nových verzí radaru, ASDICu, vrhačů hlubinných náloží a min (zejména typu hedgehog) a přístrojů umožňujících určit přesnou lokaci vysílající ponorky (H/F D/F) definitivně zvrátilo poměr sil ve prospěch Spojenců. Německá vylepšení ponorek (výkonnější ponorky typů XXI a XXIII, protiletadlové ponorky, Schnorchel a vylepšené typy torpéd) nedokázala situaci zvrátit a stále se zhoršující situace nakonec vyústila v něco, co už ani nepřipomínalo válku, ale spíše hon na německé ponorky. Velkou roli též hrála schopnost Spojenců číst německé zprávy šifrované přístrojem ENIGMA.

### Operace Fork
V květnu 1940, ze strachu, aby Němci neobsadili Island, podniklo Spojené království bleskovou operaci „Fork“ a obsadilo do té doby neutrální Island. Roku 1941 převzaly obranu Islandu od Britů zatím neutrální Spojené státy americké. Na to přistoupili Islanďané s podmínkou vyklizení Islandu ihned po skončení války a respektování suverenity Islandu. USA na Islandu vybudovaly především letiště u města Keflavík a rozmístily na ostrově radarové stanice. Díky Američanům se rapidně snížila nezaměstnanost. V době nejvyššího stavu měly USA na Islandu 47 000 vojáků.

## Námořní část operací

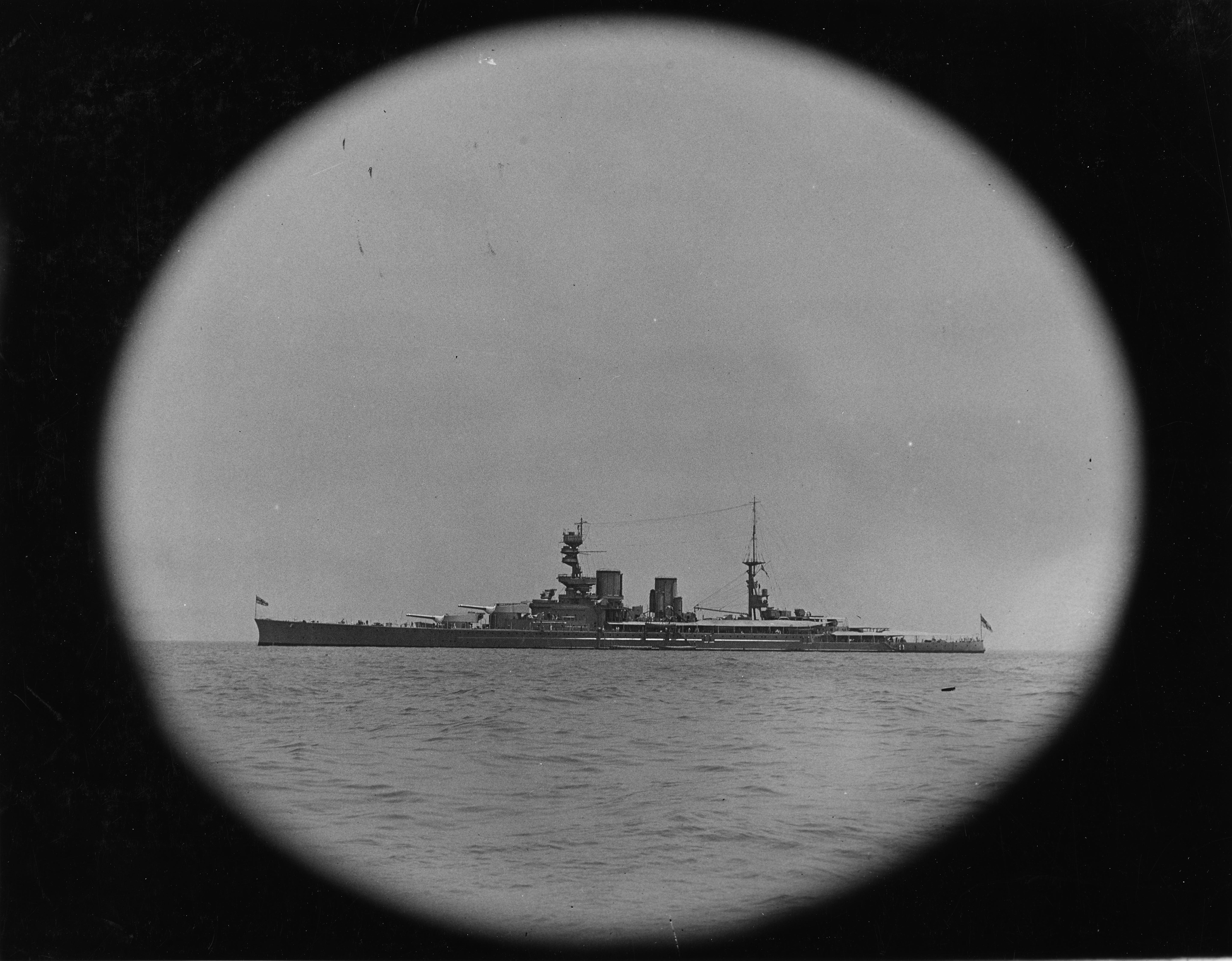
HMS Repulse
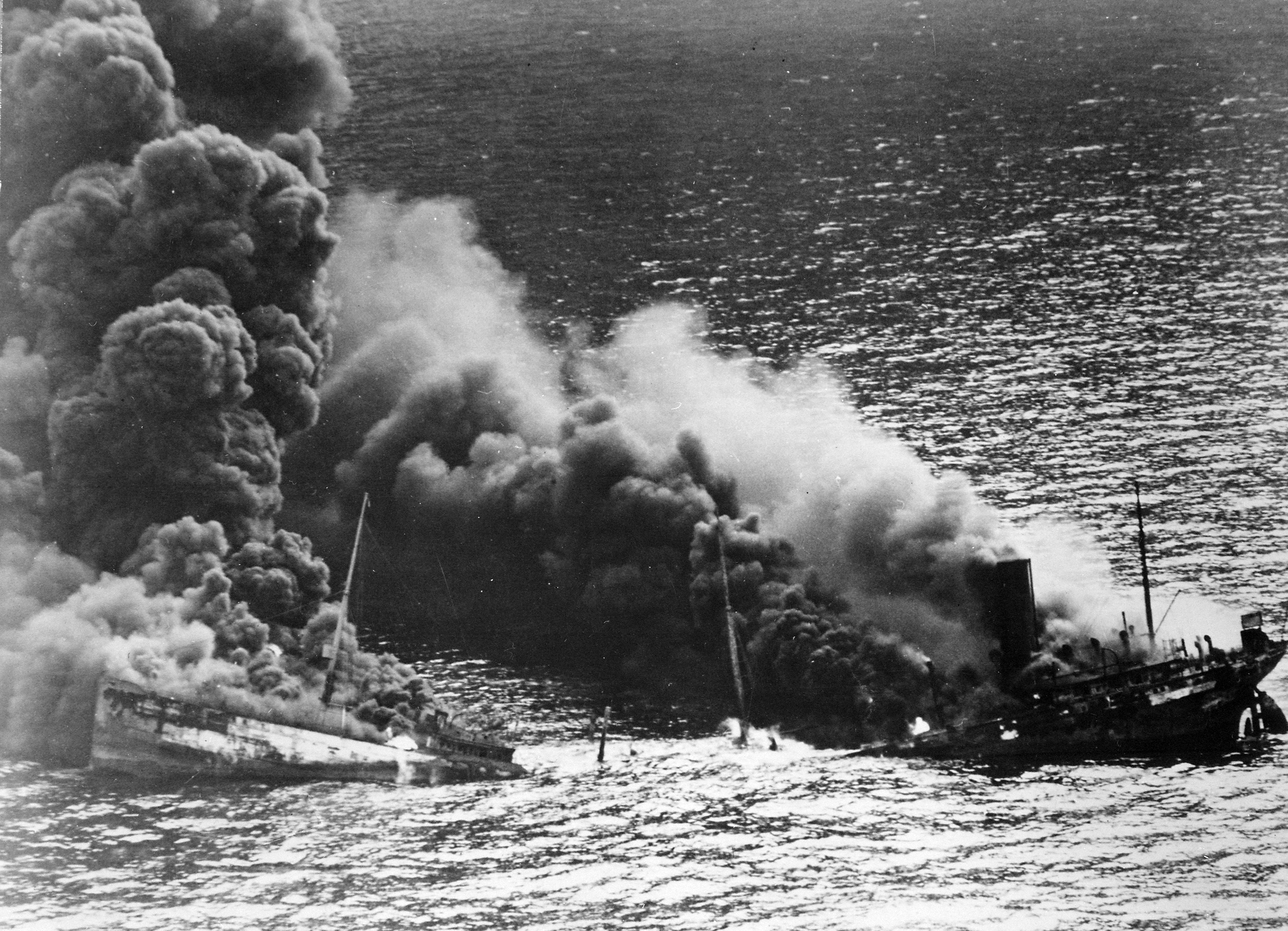
Britský tanker jde ke dnu
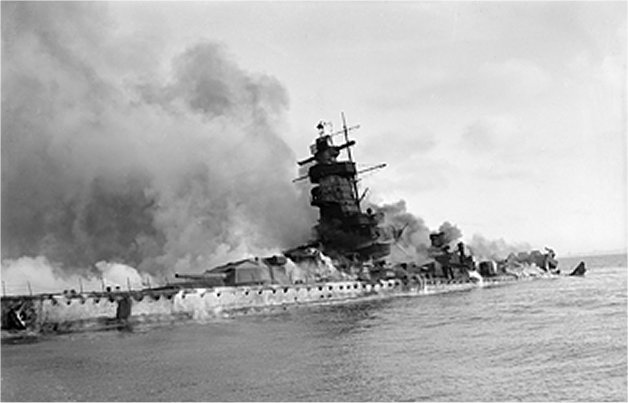
Německá loď Admiral Graf Spee se potápí
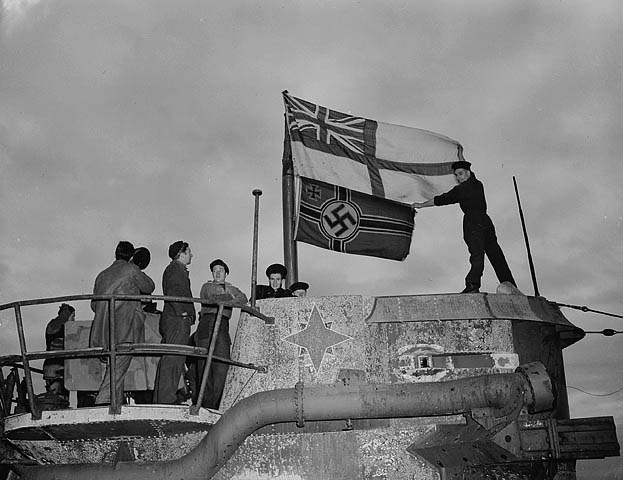
Kanaďané obsazují německou ponorku U 190, která se vzdala na konci války

## Bitva z pohledu pilotů

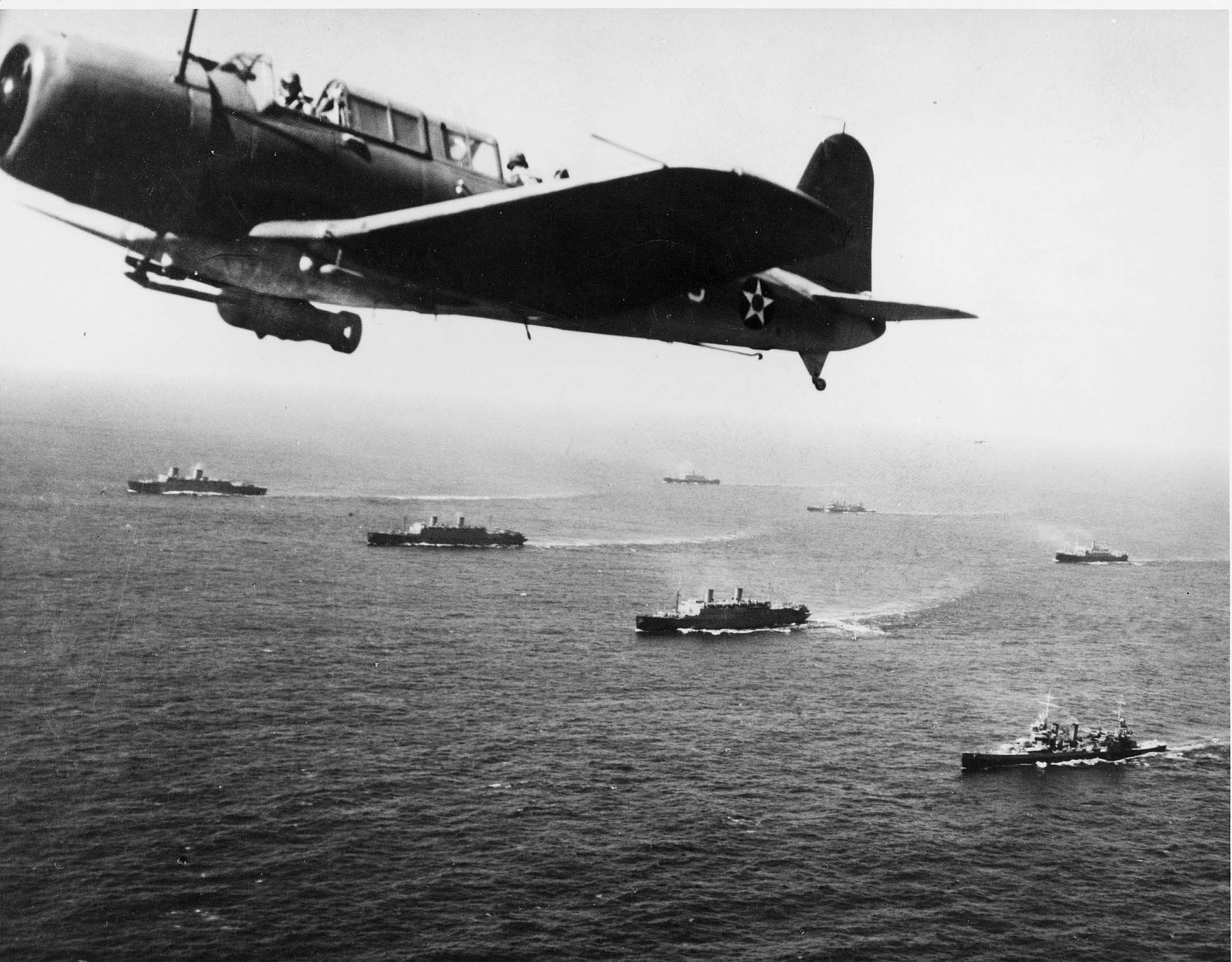
Americký bombardér Vought SB2U Vindicator doprovází konvoj
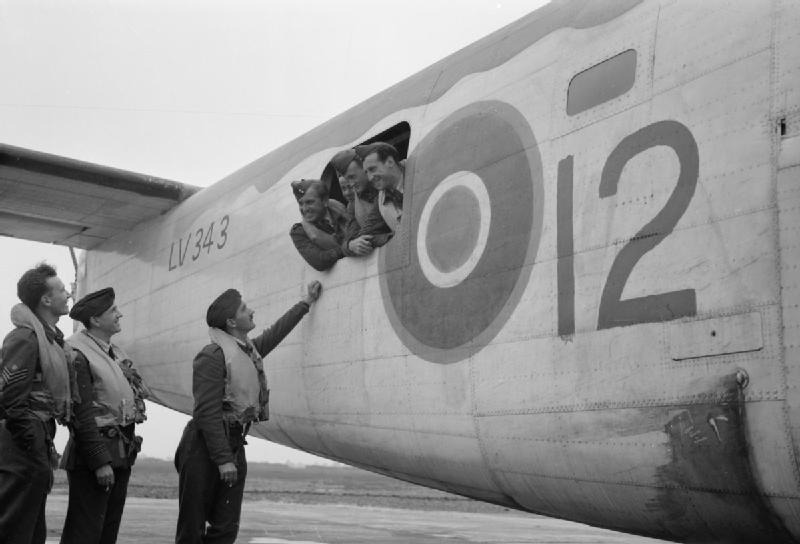
Liberator Mk.IIA československé 311. peruti RAF na základně
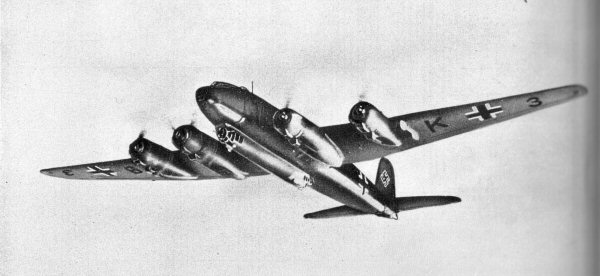
Německý bombardér Focke-Wulf Fw 200 na okružním letu
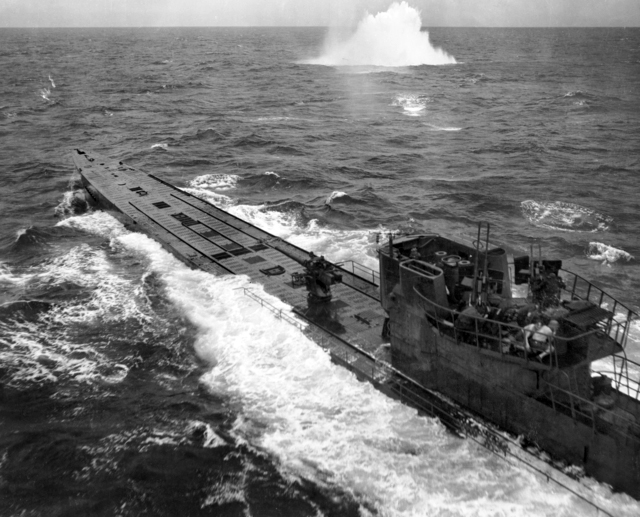
Německá ponorka U 848 krátce před potopením americkými bombardéry, jižní Atlantik, 5. listopadu 1943
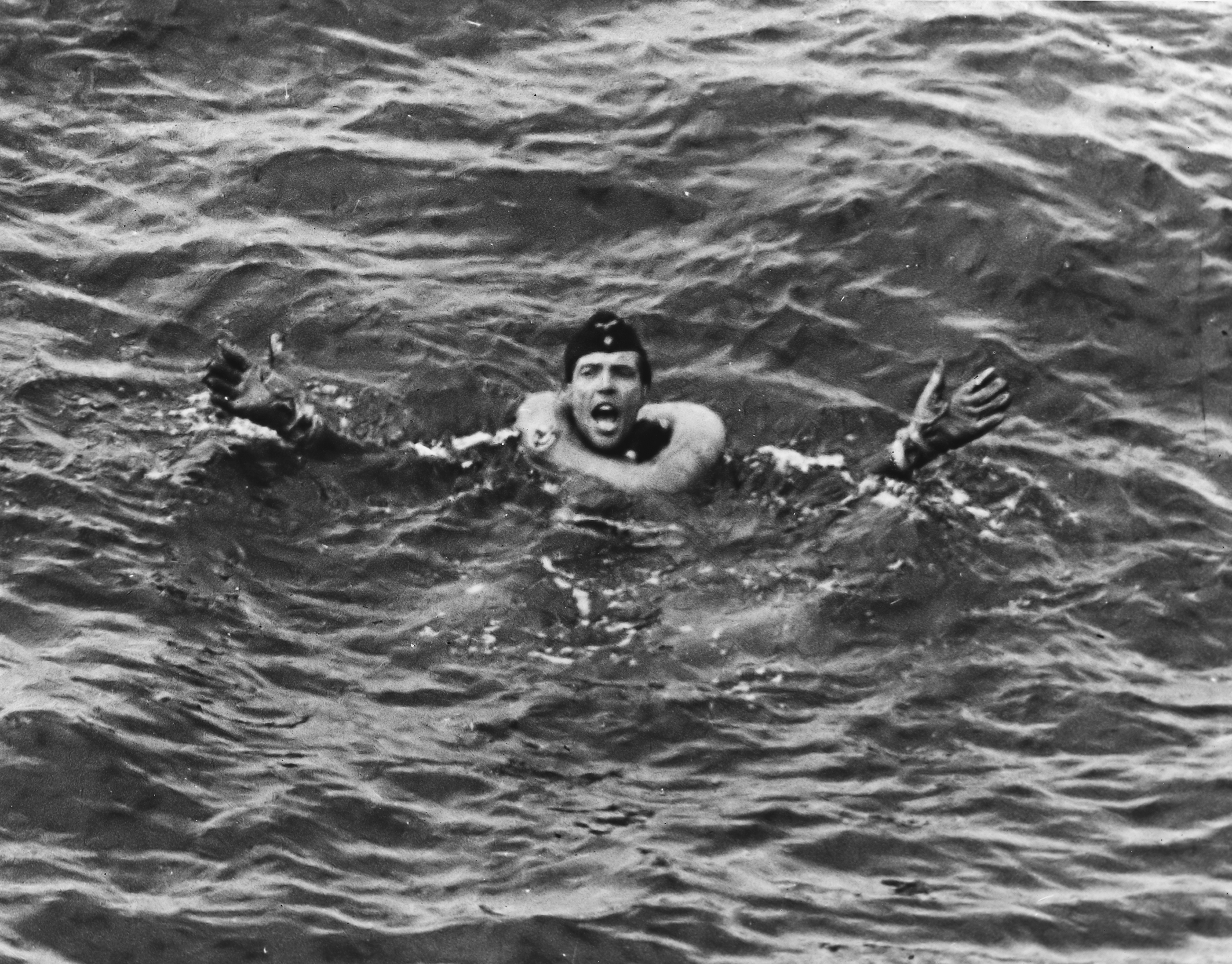
Německý námořník z potopené ponorky žádá o pomoc